# Арктичний і антарктичний науково-дослідний інститут
Арктичний і антарктичний науково-дослідний інститут, ААНДІ (рос. Арктический и антарктический научно-исследовательский институт, ААНИИ; англ. Arctic and Antarctic Research Institute, AARI) — найстаріша науково-дослідна установа Росії, яка проводить комплексне вивчення полярних регіонів Землі.
Офіційна назва - Державна установа «Арктичний та антарктичний науково-дослідний інститут» (рос. Государственное учреждение «Арктический и антарктический научно-исследовательский институт»). ААНДІ підпорядкований Федеральній службі Росії по гідрометеорології та моніторингу довкілля.